# 青海固沙草
青海固沙草（学名：Orinus kokonorica）为禾本科固沙草属下的一个种。